# Cni'ut
Cni'ut (hebrejsky: צניעות) je v judaismu cudnost. Označuje se tak kategorie náboženských předpisů, které v obecné rovině regulují mezilidské vztahy. Konkrétně se však týkají především vztahu mezi osobami opačného pohlaví.